# Artur Oscar Lopes
Artur Oscar Lopes (Rio de Janeiro, 17 de outubro de 1950) é um matemático e escritor brasileiro que  trabalha em sistemas dinâmicos e teoria ergódica. Ele é professor na Universidade Federal do Rio Grande do Sul, Porto Alegre.
Oscar Lopes obteve seu doutorado no IMPA em 1977 sob a orientação de Jacob Palis.
É um recipiente da Ordem Nacional do Mérito Científico e é membro da Academia Brasileira de Ciências.
É o autor dos livros Tópicos de Mecânica Clássica, Cálculo Tensorial, Teoria dos Corpos, e Equações Diferenciais Ordinárias.
Seu livro intitulado A Casa de Minha Vó obteve o segundo lugar no Prêmio Jabuti na categoria contos e crônica em 2007 e o livro A piscina de Aço Fervente e outros contos ficou entre os cinco finalistas do Prêmio Açorianos de 2010.

## Publicações selecionadas
- Com A. Freire e R. Mañé: "An invariant measure for rational maps", Bulletin of the Brazilian Mathematical Society.
- "The dimension spectrum of the maximal measure", SIAM Journal of Mathematical Analysis.
- Com G. Contreras e P. Thieullen: "Lyapunov minimizing measures for expanding maps of the circle", Ergodic Theory and Dynamical Systems.